# Alfonso Pérez
Alfonso Pérez Muñoz (Getafe, 26 settembre 1972) è un allenatore di calcio ed ex calciatore spagnolo, di ruolo attaccante.
È conosciuto con il suo nome, Alfonso. È primatista di reti (8) con il Real Betis nelle competizioni UEFA per club.

## Statistiche

### Cronologia presenze e reti in nazionale
| Cronologia completa delle presenze e delle reti in nazionale ― Spagna | Cronologia completa delle presenze e delle reti in nazionale ― Spagna | Cronologia completa delle presenze e delle reti in nazionale ― Spagna | Cronologia completa delle presenze e delle reti in nazionale ― Spagna | Cronologia completa delle presenze e delle reti in nazionale ― Spagna | Cronologia completa delle presenze e delle reti in nazionale ― Spagna | Cronologia completa delle presenze e delle reti in nazionale ― Spagna | Cronologia completa delle presenze e delle reti in nazionale ― Spagna |
| Data                                                                  | Città                                                                 | In casa                                                               | Risultato                                                             | Ospiti                                                                | Competizione                                                          | Reti                                                                  | Note                                                                  |
| --------------------------------------------------------------------- | --------------------------------------------------------------------- | --------------------------------------------------------------------- | --------------------------------------------------------------------- | --------------------------------------------------------------------- | --------------------------------------------------------------------- | --------------------------------------------------------------------- | --------------------------------------------------------------------- |
| 9-9-1992                                                              | Santander                                                             | Spagna                                                                | 1 – 0                                                                 | Inghilterra                                                           | Amichevole                                                            | -                                                                     | 72’                                                                   |
| 23-9-1992                                                             | Riga                                                                  | Lettonia                                                              | 1 – 1                                                                 | Spagna                                                                | Qual. Mondiali 1994                                                   | -                                                                     | 71’                                                                   |
| 14-10-1992                                                            | Belfast                                                               | Irlanda del Nord                                                      | 0 – 0                                                                 | Spagna                                                                | Qual. Mondiali 1994                                                   | -                                                                     | 62’                                                                   |
| 16-12-1992                                                            | Siviglia                                                              | Spagna                                                                | 5 – 0                                                                 | Lettonia                                                              | Amichevole                                                            | 1                                                                     | 54’                                                                   |
| 27-1-1993                                                             | Las Palmas de Gran Canaria                                            | Spagna                                                                | 1 – 1                                                                 | Messico                                                               | Amichevole                                                            | -                                                                     | 46’                                                                   |
| 22-9-1993                                                             | Tirana                                                                | Albania                                                               | 1 – 5                                                                 | Spagna                                                                | Qual. Mondiali 1994                                                   | -                                                                     | 55’                                                                   |
| 6-9-1995                                                              | Granada                                                               | Spagna                                                                | 1 – 0                                                                 | Cipro                                                                 | Qual. Euro 1996                                                       | 1                                                                     | 61’                                                                   |
| 20-9-1995                                                             | Madrid                                                                | Spagna                                                                | 0 – 0                                                                 | Argentina                                                             | Amichevole                                                            | -                                                                     | 46’                                                                   |
| 11-10-1995                                                            | Copenaghen                                                            | Danimarca                                                             | 1 – 1                                                                 | Spagna                                                                | Qual. Euro 1996                                                       | -                                                                     | 46’                                                                   |
| 15-11-1995                                                            | Elche                                                                 | Spagna                                                                | 3 – 0                                                                 | Macedonia                                                             | Qual. Euro 1996                                                       | -                                                                     | 46’                                                                   |
| 24-4-1996                                                             | Oslo                                                                  | Norvegia                                                              | 0 – 0                                                                 | Spagna                                                                | Amichevole                                                            | -                                                                     | 53’                                                                   |
| 9-6-1996                                                              | Leeds                                                                 | Bulgaria                                                              | 1 – 1                                                                 | Spagna                                                                | Euro 1996 - 1º turno                                                  | 1                                                                     | 73’                                                                   |
| 15-6-1996                                                             | Leeds                                                                 | Francia                                                               | 1 – 1                                                                 | Spagna                                                                | Euro 1996 - 1º turno                                                  | -                                                                     | 82’                                                                   |
| 18-6-1996                                                             | Leeds                                                                 | Romania                                                               | 1 – 2                                                                 | Spagna                                                                | Euro 1996 - 1º turno                                                  | -                                                                     | 56’                                                                   |
| 22-6-1996                                                             | Londra                                                                | Spagna                                                                | 0 – 0 dts (2 – 4 dtr)                                                 | Inghilterra                                                           | Euro 1996 - Quarti di finale                                          | -                                                                     | 46’ 50’                                                               |
| 4-9-1996                                                              | Toftir                                                                | Fær Øer                                                               | 2 – 6                                                                 | Spagna                                                                | Qual. Mondiali 1998                                                   | 3                                                                     | 59’                                                                   |
| 9-10-1996                                                             | Praga                                                                 | Rep. Ceca                                                             | 0 – 0                                                                 | Spagna                                                                | Qual. Mondiali 1998                                                   | -                                                                     | 72’                                                                   |
| 14-12-1996                                                            | Valencia                                                              | Spagna                                                                | 2 – 0                                                                 | Jugoslavia                                                            | Qual. Mondiali 1998                                                   | -                                                                     | 62’                                                                   |
| 12-2-1997                                                             | Alicante                                                              | Spagna                                                                | 4 – 0                                                                 | Malta                                                                 | Qual. Mondiali 1998                                                   | 2                                                                     |                                                                       |
| 30-4-1997                                                             | Belgrado                                                              | Jugoslavia                                                            | 1 – 1                                                                 | Spagna                                                                | Qual. Mondiali 1998                                                   | -                                                                     | 69’                                                                   |
| 8-6-1997                                                              | Valladolid                                                            | Spagna                                                                | 1 – 0                                                                 | Rep. Ceca                                                             | Qual. Mondiali 1998                                                   | -                                                                     |                                                                       |
| 24-9-1997                                                             | Bratislava                                                            | Slovacchia                                                            | 1 – 2                                                                 | Spagna                                                                | Qual. Mondiali 1998                                                   | -                                                                     | 72’                                                                   |
| 19-11-1997                                                            | Palma di Maiorca                                                      | Spagna                                                                | 1 – 1                                                                 | Romania                                                               | Amichevole                                                            | -                                                                     | 69’                                                                   |
| 28-1-1998                                                             | Saint-Denis                                                           | Francia                                                               | 1 – 0                                                                 | Spagna                                                                | Amichevole                                                            | -                                                                     |                                                                       |
| 25-3-1998                                                             | Vigo                                                                  | Spagna                                                                | 4 – 0                                                                 | Svezia                                                                | Amichevole                                                            | -                                                                     | 46’                                                                   |
| 3-6-1998                                                              | Santander                                                             | Spagna                                                                | 4 – 1                                                                 | Irlanda del Nord                                                      | Amichevole                                                            | -                                                                     | 46’                                                                   |
| 13-6-1998                                                             | Nantes                                                                | Nigeria                                                               | 3 – 2                                                                 | Spagna                                                                | Mondiali 1998 - 1º turno                                              | -                                                                     | 58’                                                                   |
| 24-6-1998                                                             | Lens                                                                  | Bulgaria                                                              | 1 – 6                                                                 | Spagna                                                                | Mondiali 1998 - 1º turno                                              | -                                                                     | 65’                                                                   |
| 5-9-1998                                                              | Larnaca                                                               | Cipro                                                                 | 3 – 2                                                                 | Spagna                                                                | Qual. Euro 2000                                                       | -                                                                     | 39’                                                                   |
| 13-11-1999                                                            | Vigo                                                                  | Spagna                                                                | 0 – 0                                                                 | Brasile                                                               | Amichevole                                                            | -                                                                     |                                                                       |
| 17-11-1999                                                            | Siviglia                                                              | Spagna                                                                | 0 – 2                                                                 | Argentina                                                             | Amichevole                                                            | -                                                                     | 22’                                                                   |
| 29-3-2000                                                             | Barcellona                                                            | Spagna                                                                | 2 – 0                                                                 | Italia                                                                | Amichevole                                                            | 1                                                                     | cap.                                                                  |
| 3-6-2000                                                              | Göteborg                                                              | Svezia                                                                | 1 – 1                                                                 | Spagna                                                                | Amichevole                                                            | -                                                                     | 46’                                                                   |
| 7-6-2000                                                              | Lussemburgo                                                           | Lussemburgo                                                           | 0 – 1                                                                 | Spagna                                                                | Amichevole                                                            | -                                                                     |                                                                       |
| 13-6-2000                                                             | Rotterdam                                                             | Norvegia                                                              | 1 – 0                                                                 | Spagna                                                                | Euro 2000 - 1º turno                                                  | -                                                                     | 71’                                                                   |
| 18-6-2000                                                             | Amsterdam                                                             | Slovenia                                                              | 1 – 2                                                                 | Spagna                                                                | Euro 2000 - 1º turno                                                  | -                                                                     | 71’                                                                   |
| 21-6-2000                                                             | Bruges                                                                | Spagna                                                                | 4 – 3                                                                 | Jugoslavia                                                            | Euro 2000 - 1º turno                                                  | 2                                                                     |                                                                       |
| 25-6-2000                                                             | Bruges                                                                | Francia                                                               | 2 – 1                                                                 | Spagna                                                                | Euro 2000 - Quarti di finale                                          | -                                                                     | 54’                                                                   |
| Totale                                                                |                                                                       | Presenze                                                              | 38                                                                    |                                                                       | Reti                                                                  | 11                                                                    |                                                                       |

## Palmarès

### Club
- Supercoppa di Spagna: 2

Real Madrid: 1990, 1993
- Coppa di Spagna: 2

Real Madrid: 1992-1993
Real Betis: 2004-2005
- Campionato spagnolo: 1

Real Madrid: 1994-1995

### Nazionale
- Oro olimpico: 1

Barcellona 1992

## Curiosità
Lo stadio della città di Getafe, della quale il calciatore è nativo, è stato intitolato nel 1998 ad Alfonso Pérez, nonostante egli non abbia mai militato con la maglia del club cittadino.